# فلس (عملة)
الفلس هو فئة من فئات العديد من العملات المستخدمة في عدد من الدول العربية كالعراق والبحرين ذات قيمة صغيرة . وقد اشتق هذا المسمى من fals والتي تعود للعصور الوسطى. أوردها قاموس المعاني بعدة تعريفات متشابهة منها أنه "الفَلْسُ عُملةٌ يتعامَل بها مضروبة من غير الذَّهب والفضة ، وكانت تقدَّرُ بسُدس الدرهم .
وهي تساوِي اليومَ جَزءًا من أَلف من الدينار في العراق وغيره. والجمع: فُلُوسٌ"
كلمة فلس هي صيغة المفرد باللغة العربية وجمعها فلوس وهي متداولة في العديد من اللهجات العربية كاللهجة المصرية حيث تستخدم للدلالة على النقود بشكلٍ عام. كانت في مصر على نوعان، احدهما المطبوع بالسكة وثانيها غير مطبوع.

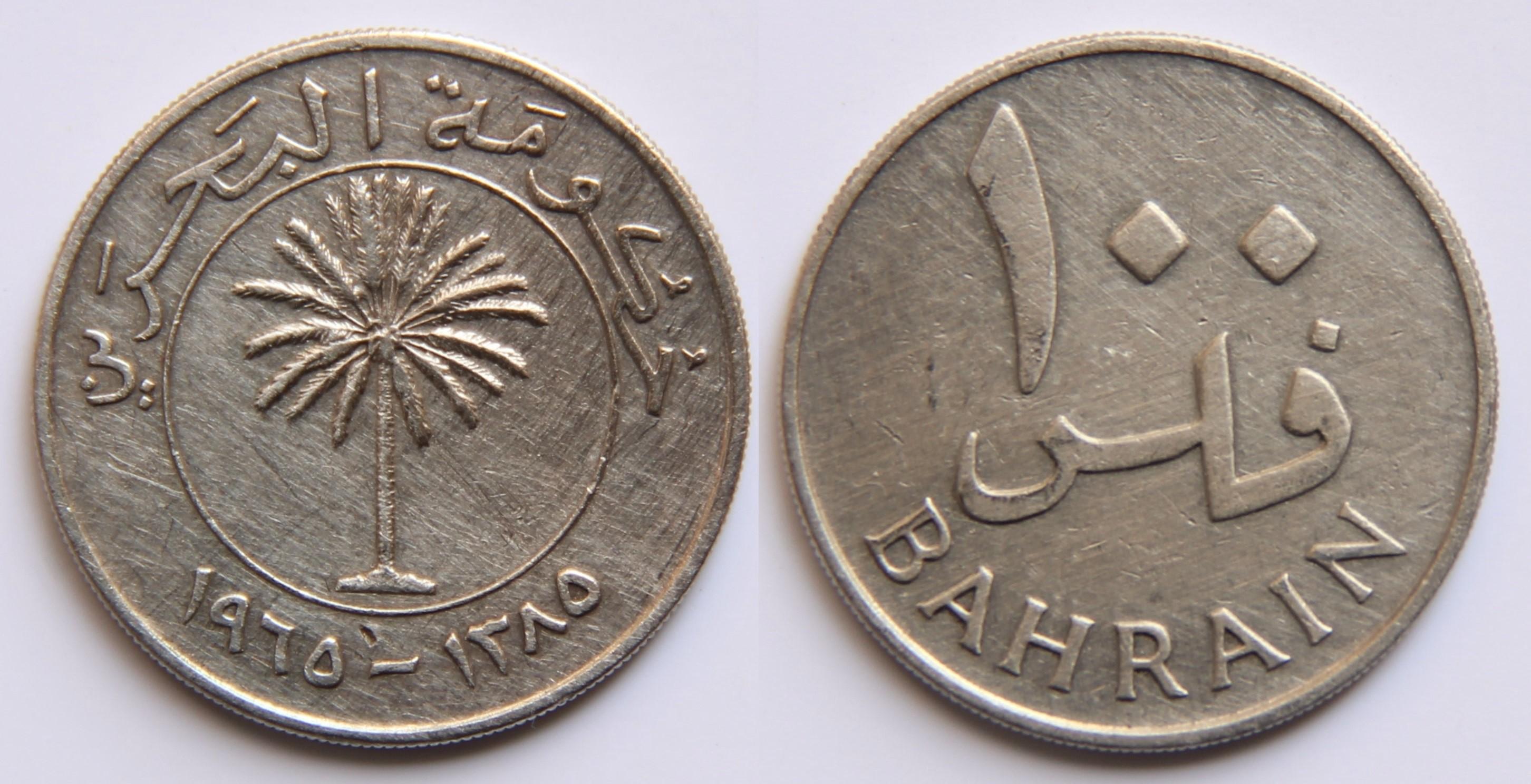
مئة فلس بحريني، يحمل صورة شجرة نخيل وعبارة "حكومة البحرين" وسنة الإصدار بالميلادي والهجري (1965-1385) باللغة العربية

- 1 دينار بحريني = 1000 فلس (أو 1 فلس = 1/1000 من الدينار البحريني)
- 1 درهم إماراتي = 100 فلس
- 1 دينار عراقي = 1000 فلس
- 1 دينار أردني = 1000 فلس
- 1 دينار كويتي = 1000 فلس
- 1 ريال يمني = 100 فلس